# Бердовка (Кемеровская область)
Бердовка — посёлок в Кемеровском районе Кемеровской области. Входит в состав Арсентьевского сельского поселения.

## География
Центральная часть населённого пункта расположена на высоте 243 метров над уровнем моря.

## Население
По данным Всероссийской переписи населения 2010 года, в посёлке Бердовка проживает 18 человек (11 мужчин, 7 женщин).